# Medical Care Continuity
 (janvier 2013).
Medical Care Continuity (MCC) est un consortium créé en 2005 et en projet jusqu’en mai 2007 lancé par Axa Assistance, Eurogroup Alliance et France Télécom pour l’expérimentation dans quatre pays européens d’un nouveau service de maintien médicalisé à domicile pour les malades du cancer.
Cette initiative est financée à 50 % par l’Europe, bénéficie du soutien de l’Union européenne à travers le projet eTEN. Il permet au patient d’être suivi à son domicile grâce à une station réunissant une caméra télé-pilotable et un écran qui établissent le lien avec son centre d’assistance ou la structure hospitalière (HAD). Le patient peut activer ce système à l’aide d’une télécommande à bouton unique. Il peut alors appeler ou accepter une communication et entrer ainsi en contact vocal puis visuel.
L’appel peut être transféré vers le médecin du centre d’assistance, puis vers le centre hospitalier si nécessaire via Internet (ADSL). Un médecin peut ainsi s'entretenir avec le patient pour suivre l’évolution de son état de santé, visionner son environnement en télé-pilotant la caméra. Au besoin, il zoome sur le malade, le porte-documents ou les équipements médicaux à proximité, prend des clichés et les imprime. Grâce à ce service, le médecin de famille ou le personnel soignant qui rend visite au patient peut entrer facilement en contact avec l’équipe du centre d’assistance.
En France, le CHU de Grenoble et la Clinique du Parc de Saint-Priest-en-Jarez participent à cette expérimentation. Ce dispositif de télésurveillance a déjà été expérimenté avec succès en Italie : la sortie de l’hôpital a lieu en moyenne 22 jours plus tôt et les frais d’hospitalisation sont réduits d’environ 50 %.